# Plectroctena conjugata
Plectroctena conjugata är en myrart som beskrevs av Santschi 1914. Plectroctena conjugata ingår i släktet Plectroctena och familjen myror. Inga underarter finns listade i Catalogue of Life.